# 漢娜·馬利亞爾
汉娜·瓦西里芙娜·馬利亞爾（羅馬化：Hanna Vasylivna Maliar；1978年7月28日—），烏克蘭律師和教育家，2021年8月4日至2023年9月18日期間擔任烏克蘭總理傑尼斯·什梅加爾領導下的幾位國防部副部長之一。她畢業於國際語言學和法律學院，在開始為國家工作之前曾在該學院擔任講師。

## 生平
馬利亞爾於1978年7月28日出生於基輔，她於2000年畢業於基輔國際語言學和法律學院。她於2007年獲得律師執業資格。
馬利亞爾已婚並育有一子。
她是40多部科學著作的作者，並提出了對克里米亞和烏克蘭東部事件進行法律評估的概念，並將其應用於調查和司法實踐。

## 事蹟
2010年，馬里亞爾在國家海關研究院工作，任法律部副部長。2013年至2020年，她在烏克蘭國家法官學院任教，教授侵略戰爭和戰區其他犯罪的刑事法律資格。2018年，她在烏克蘭安全局戰略通信部門培訓講師。
自2020年以來，她一直擔任烏克蘭最高拉達國家安全、國防和情報委員會的自由顧問。馬利亞爾於2021年8月4日被任命為烏克蘭國防部副部長。
在2022年俄羅斯入侵烏克蘭的第4個月期間，馬利亞爾表示，俄羅斯的兵力和火力是烏克蘭的10倍左右。2022年7月7日左右，馬利亞爾表示，當時沒有必要實施徵女兵，迄今為止已有約1000名女性自願參軍。
2023年9月14日，馬利亞爾因錯誤報告稱烏軍在2023年烏克蘭反攻中解放安德里伊夫卡而受到批評。
馬利亞爾於2023年9月18日被烏克蘭政府解除職務。官方沒有給出她被解僱的理由，但時任烏克蘭國防部長魯斯捷姆·烏梅羅夫在Facebook上表示，他正在「重整」國防部。她和其他五名國防部副部長同時被解職。根據烏克蘭法律，當部長被解職時，其副部長也自動被內閣解職。